# Rhagium fortecostatum
Rhagium fortecostatum är en skalbaggsart som beskrevs av Jurecek 1933. Rhagium fortecostatum ingår i släktet Rhagium och familjen långhorningar. Inga underarter finns listade i Catalogue of Life.